# Riya
Riya (りや sinh ngày 18 tháng 2, thường được viết cách điệu là riya) là một nữ ca sĩ người Nhật đến từ tỉnh Fukuoka, Nhật Bản. Trong khoảng thời gian khởi nghiệp, thần tượng của cô là Arai Akino. Riya chính thức trở thành ca sĩ đứng đầu và phổ lời cho ban nhạc J-pop Eufonius bắt đầu từ năm 2004. Riya được người hâm mộ đánh giá là một ca sĩ năng động và có giọng ca du dương. Từ năm 2003 đến năm 2005, Riya tham gia thực hiện 3 album nhạc, hai trong số đó được sử dụng trong loạt anime CLANNAD, tất cả đều do Key Sounds Label ấn hành và phân phối.

## Danh sách đĩa nhạc solo

### Đĩa đơn
- "Toki no Mukōgawa", Phát hành 24 tháng 3 năm 2005 bởi Lantis

### Album
- Sorarado, Phát hành 28 tháng 12 năm 2003 bởi Key Sounds Label
- Sorarado Append, Phát hành 28 tháng 12 năm 2004 bởi Key Sounds Label
- Love Song, Phát hành 31 tháng 8 năm 2005 bởi Key Sounds Label

### Bài hát khác
- "Mawaru Sekai de" (song ca với Shimotsuki Haruka; ca khúc chủ đề mở đầu cho phiên bản trên PlayStation 2 của trò chơi Akai Ito)
- "Tabiji no Hate" (song ca với Shimotsuki Haruka; ca khúc chủ đề kết thúc của Akai Ito)
- "Dianoia" (ca khúc chủ đề mở đầu cho phiên bản trên PC của trò chơi Saishū Shiken Kujira)
- "Crescent Moon" (ca khúc chủ đề mở đầu chop phiên bản trên Dreamcast và PlayStation 2 của trò chơi Suigetsu ~mayoigokoro~)
- "Mag Mell" (ca khúc chủ đề mở đầu cho CLANNAD)
- "-Kage Futatsu-" ("-Two Shadows-")/ "Chiisana Tenohira" (ca khúc chủ đề kết thúc của CLANNAD)
- "Chiisana Tenohira" (song ca với Lia; ca khúc chủ đề kết thúc của CLANNAD)
- "Hikari no Hō e ~Ashita e no Jumon~ (ca khúc chủ đề mở đầu cho phiên bản trên PlayStation 2 của trò chơi Mabino x Style)
- "Narcissus" (ca khúc chủ đề mở đầu của Narcissu: Side 2nd)
- "Apocrypha" (ca khúc chủ đề mở đầu của Shinkyoku Sōkai Polyphonica)
- "Reflectia" (ca khúc chủ đề mở đầu của anime True Tears)
- "Hiyoku no Hane" (ca khúc chủ đề mở đầu của anime Yosuga no Sora)